# Pierrelongue
Pour les articles homonymes, voir Pierre Longue.
Pierrelongue est une commune française située dans le département de la Drôme en région Auvergne-Rhône-Alpes.

## Géographie

### Localisation
Rattachée à la communauté de communes des Baronnies en Drôme Provençale, Pierrelongue est situé à 7 km au sud-ouest de Buis-les-Baronnies (chef-lieu du canton) et à 16 km à l'est de Vaison-la-Romaine.

### Relief et géologie
Sites particuliers :
- Collet du Merle ;
- Roche d'Oie (626 m).

### Hydrographie
La commune est arrosée par les cours d'eau suivants :
- l'Ouvèze ;
- canal de Bluyes ;
- canal du Moulin ;
- ravin de Charillianne ;
- ravin de la Plaine ;
- ravin de Saint-Brice ;
- ravin du Roux ;
- ravin du Vallon.

### Climat
Pour des articles plus généraux, voir Climat d'Auvergne-Rhône-Alpes et Climat de la Drôme.
En 2010, le climat de la commune est de type climat méditerranéen franc, selon une étude du Centre national de la recherche scientifique s'appuyant sur une série de données couvrant la période 1971-2000. En 2020, Météo-France publie une typologie des climats de la France métropolitaine dans laquelle la commune est exposée à un climat de montagne ou de marges de montagne et est dans une zone de transition entre les régions climatiques « Provence, Languedoc-Roussillon » et « Alpes du sud ». 
Pour la période 1971-2000, la température annuelle moyenne est de 13,1 °C, avec une amplitude thermique annuelle de 16,7 °C. Le cumul annuel moyen de précipitations est de 855 mm, avec 6,4 jours de précipitations en janvier et 4 jours en juillet. Pour la période 1991-2020, la température moyenne annuelle observée sur la station météorologique de Météo-France la plus proche, « Buis-Baronnies », sur la commune de Buis-les-Baronnies à 6 km à vol d'oiseau, est de 14,1 °C et le cumul annuel moyen de précipitations est de 792,8 mm,. Pour l'avenir, les paramètres climatiques de la commune estimés pour 2050 selon différents scénarios d'émission de gaz à effet de serre sont consultables sur un site dédié publié par Météo-France en novembre 2022.

### Voies de communication et transports
La commune est desservie par la route départementale D5.
De 1907 à 1952, la ville possédait une gare sur la ligne d'Orange à Buis-les-Baronnies. Un tunnel de 147 m fut construit en sortie de ville ; il sert aujourd'hui de cave à vin. Il était suivi d'un pont à cage sur l'Ouvèze, aujourd'hui disparu.

## Urbanisme

### Typologie
Au 1er janvier 2024, Pierrelongue est catégorisée commune rurale à habitat dispersé, selon la nouvelle grille communale de densité à 7 niveaux définie par l'Insee en 2022.
Elle est située hors unité urbaine et hors attraction des villes,.

### Occupation des sols
L'occupation des sols de la commune, telle qu'elle ressort de la base de données européenne d’occupation biophysique des sols Corine Land Cover (CLC), est marquée par l'importance des forêts et milieux semi-naturels (57,5 % en 2018), en diminution par rapport à 1990 (60,6 %). La répartition détaillée en 2018 est la suivante : forêts (56,5 %), zones agricoles hétérogènes (37,5 %), cultures permanentes (5 %), milieux à végétation arbustive et/ou herbacée (1 %). L'évolution de l’occupation des sols de la commune et de ses infrastructures peut être observée sur les différentes représentations cartographiques du territoire : la carte de Cassini (XVIIIe siècle), la carte d'état-major (1820-1866) et les cartes ou photos aériennes de l'IGN pour la période actuelle (1950 à aujourd'hui).

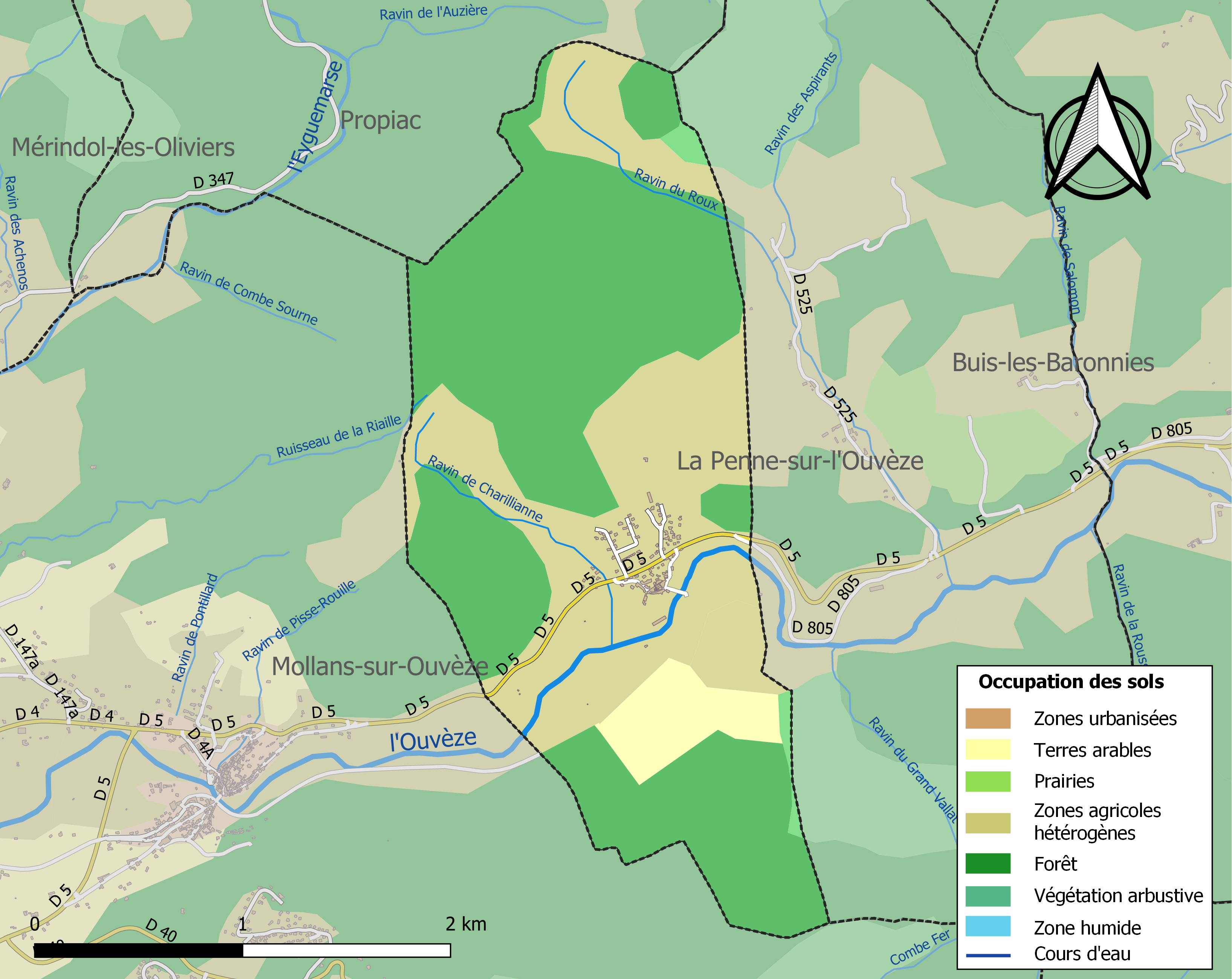
Carte des infrastructures et de l'occupation des sols de la commune en 2018 (CLC).

### Morphologie urbaine

#### Quartiers, hameaux et lieux-dits
Site Géoportail (carte IGN) :
- Charillianne
- la Font de l'Orme
- la Merline
- la Reboule
- les Aiguiers
- les Costes
- les Grès
- Teyssonnières

## Toponymie

### Attestations anciennes
- 1143 : Petralonga[14]
- 1293 : castrum de Petra Longa (Valbonnais, I, 35)[15].
- 1300 : castrum Petrellonge (inventaire des dauphins, 265)[15].
- 1334 : castrum Petre longe (inventaire des dauphins, 232)[15].
- 1891 : Pierrelongue, commune du canton de Buis-les-Baronnies[15].

### Étymologie
Il s'agit d'une formation toponymique médiévale composée de l'occitan pèira (autrement noté pèiro) « pierre » et de longa (longo) « long », francisée par la suite.
Il fait référence au piton (ou aiguille rocheuse) de 25 mètres de haut sur lequel était construit le castrum médiéval et aujourd'hui la chapelle Notre-Dame-de-Consolation[réf. nécessaire].
Homonymie avec les Peyrelongue des pays d'Oc et les Longuepierre d'Oïl,.

## Histoire

### Du Moyen Âge à la Révolution
La seigneurie :
- Au point de vue féodal, Pierrelongue était une terre (ou seigneurie) du fief des barons de Mévouillon.
- Vers 1234 : elle est inféodée aux Martinel.
- 1254 : recouvrée par les Mévouillon.
- 1293 : léguée aux dauphins.
- 1323 : inféodée aux Morane.
- 1329 : possession des Adhémar de la Garde (qui la possède encore en 1487).
- La terre passe aux Bachon.
- 1515 : vendue aux Papaille.
- Vers 1602 : passe aux Eurre.
- Passe (par héritage) aux Vincent.
- Vers 1609 : vendue aux Joannis.
- 1707 : passe (par mariage) aux Quiqueran, derniers seigneurs.

Aux XIIe et XIIIe siècles, l'abbaye Saint-André de Villeneuve-lès-Avignon y possédait l'église, dont elle percevait les revenus.
En 1428, Louis Adhémar fait ériger, sur le piton, un donjon et une première chapelle dédiée à saint Joseph[réf. nécessaire]. Le château fort sera détruit en 1789.
Avant 1790, Pierrelongue était une communauté de l'élection de Montélimar et de la subdélégation et du bailliage de Buis-les-Baronnies.

Elle formait une paroisse du diocèse de Vaison dont l'église, dédiée à saint Brice, dépendait du prieuré de Notre-Dame-des-Aspirants (voir ce nom sur la commune de La Penne-sur-l'Ouvèze).

### De la Révolution à nos jours
En 1790, la commune est comprise dans le canton de Mollans. La réorganisation de l'an VIII (1799-1800) la fait entrer dans celui de Buis-les-Baronnies.

## Politique et administration

### Liste des maires
| Période                                                                      | Période                       | Identité                           | Étiquette | Qualité       |
| ---------------------------------------------------------------------------- | ----------------------------- | ---------------------------------- | --------- | ------------- |
| Les données manquantes sont à compléter. : de la Révolution au Second Empire |                               |                                    |           |               |
| 1790                                                                         | 1871                          | ?                                  |           |               |
| Les données manquantes sont à compléter. : depuis la fin du Second Empire    |                               |                                    |           |               |
| 1871                                                                         | 1874                          | ?                                  |           |               |
| 1874                                                                         | 1878                          | ?                                  |           |               |
| 1878                                                                         | 1884                          | ?                                  |           |               |
| 1884                                                                         | 1888                          | ?                                  |           |               |
| 1888                                                                         | 1892                          | ?                                  |           |               |
| 1892                                                                         | 1896                          | ?                                  |           |               |
| 1896                                                                         | 1900                          | ?                                  |           |               |
| 1900                                                                         | 1904                          | ?                                  |           |               |
| 1904                                                                         | 1908                          | ?                                  |           |               |
| 1908                                                                         | 1912                          | ?                                  |           |               |
| 1912                                                                         | 1919                          | ?                                  |           |               |
| 1919                                                                         | 1925                          | ?                                  |           |               |
| 1925                                                                         | 1929                          | ?                                  |           |               |
| 1929                                                                         | 1935                          | ?                                  |           |               |
| 1935                                                                         | 1945                          | ?                                  |           |               |
| 1945                                                                         | 1947                          | ?                                  |           |               |
| 1947                                                                         | 1953                          | ?                                  |           |               |
| 1953                                                                         | 1959                          | ?                                  |           |               |
| 1959                                                                         | 1965                          | ?                                  |           |               |
| 1965                                                                         | 1971                          | ?                                  |           |               |
| 1971                                                                         | 1977                          | ?                                  |           |               |
| 1977                                                                         | 1983                          | René Fauchier                      | PCF       |               |
| 1983                                                                         | 1989                          | René Fauchier                      |           | maire sortant |
| 1989                                                                         | 1995                          | René Fauchier                      |           | maire sortant |
| 1995                                                                         | 2001                          | René Fauchier                      |           | maire sortant |
| 2001                                                                         | 2008                          | Michel Norbert                     |           |               |
| 2008                                                                         | 2014                          | Michel Norbert                     |           | maire sortant |
| 2014                                                                         | 2020                          | Gilles Ravoux                      | DVD       | artisan       |
| 2020                                                                         | En cours (au 21 janvier 2021) | Gilles Ravoux[source insuffisante] |           | maire sortant |

## Population et société

### Démographie
L'évolution du nombre d'habitants est connue à travers les recensements de la population effectués dans la commune depuis 1793. Pour les communes de moins de 10 000 habitants, une enquête de recensement portant sur toute la population est réalisée tous les cinq ans, les populations de référence des années intermédiaires étant quant à elles estimées par interpolation ou extrapolation. Pour la commune, le premier recensement exhaustif entrant dans le cadre du nouveau dispositif a été réalisé en 2006.

En 2022, la commune comptait 228 habitants, en évolution de +3,64 % par rapport à 2016 (Drôme : +2,64 %, France hors Mayotte : +2,11 %).
| 1793 | 1800 | 1806 | 1821 | 1831 | 1836 | 1841 | 1846 | 1851 |
| ---- | ---- | ---- | ---- | ---- | ---- | ---- | ---- | ---- |
| 196  | 192  | 183  | 187  | 207  | 203  | 200  | 186  | 173  |

| 1856 | 1861 | 1866 | 1872 | 1876 | 1881 | 1886 | 1891 | 1896 |
| ---- | ---- | ---- | ---- | ---- | ---- | ---- | ---- | ---- |
| 168  | 161  | 159  | 155  | 157  | 155  | 141  | 146  | 128  |

| 1901 | 1906 | 1911 | 1921 | 1926 | 1931 | 1936 | 1946 | 1954 |
| ---- | ---- | ---- | ---- | ---- | ---- | ---- | ---- | ---- |
| 125  | 203  | 137  | 103  | 107  | 100  | 88   | 82   | 73   |

| 1962 | 1968 | 1975 | 1982 | 1990 | 1999 | 2006 | 2011 | 2016 |
| ---- | ---- | ---- | ---- | ---- | ---- | ---- | ---- | ---- |
| 104  | 84   | 74   | 84   | 104  | 127  | 159  | 227  | 220  |

| 2021 | 2022 | - | - | - | - | - | - | - |
| ---- | ---- | - | - | - | - | - | - | - |
| 224  | 228  | - | - | - | - | - | - | - |

### Enseignement
La commune relève de l'académie de Grenoble.

### Manifestations culturelles et festivités
- Fête communale : le 19 juillet[17].
- Fête patronale : le 30 novembre[17].
- La fête du pistou, occasion de déguster cette soupe dont la commune se targue d'être la capitale[réf. nécessaire].

### Médias
Le territoire de la commune se situe dans l'aire de diffusion de plusieurs médias :
- Presse écrite
  - Le Dauphiné libéré, quotidien régional qui consacre, chaque jour, y compris le dimanche, un ou plusieurs articles à l'actualité du canton et de la commune, ainsi que des informations sur les éventuelles manifestations locales, les travaux routiers, et autres événements divers à caractère local.
  - L'Agriculture Drômoise, journal d'informations agricoles et rurales, couvre l'ensemble du département de la Drôme.
  - Drôme Hebdo (ancien Peuple Libre), hebdomadaire chrétien d'informations.
- Presse audio-visuelle
  - Ici Drôme Ardèche est une radio publique diffusée sur son territoire.

## Économie

### Agriculture
En 1992 : pâturages (ovins), vergers, vignes.

## Culture locale et patrimoine

### Lieux et monuments

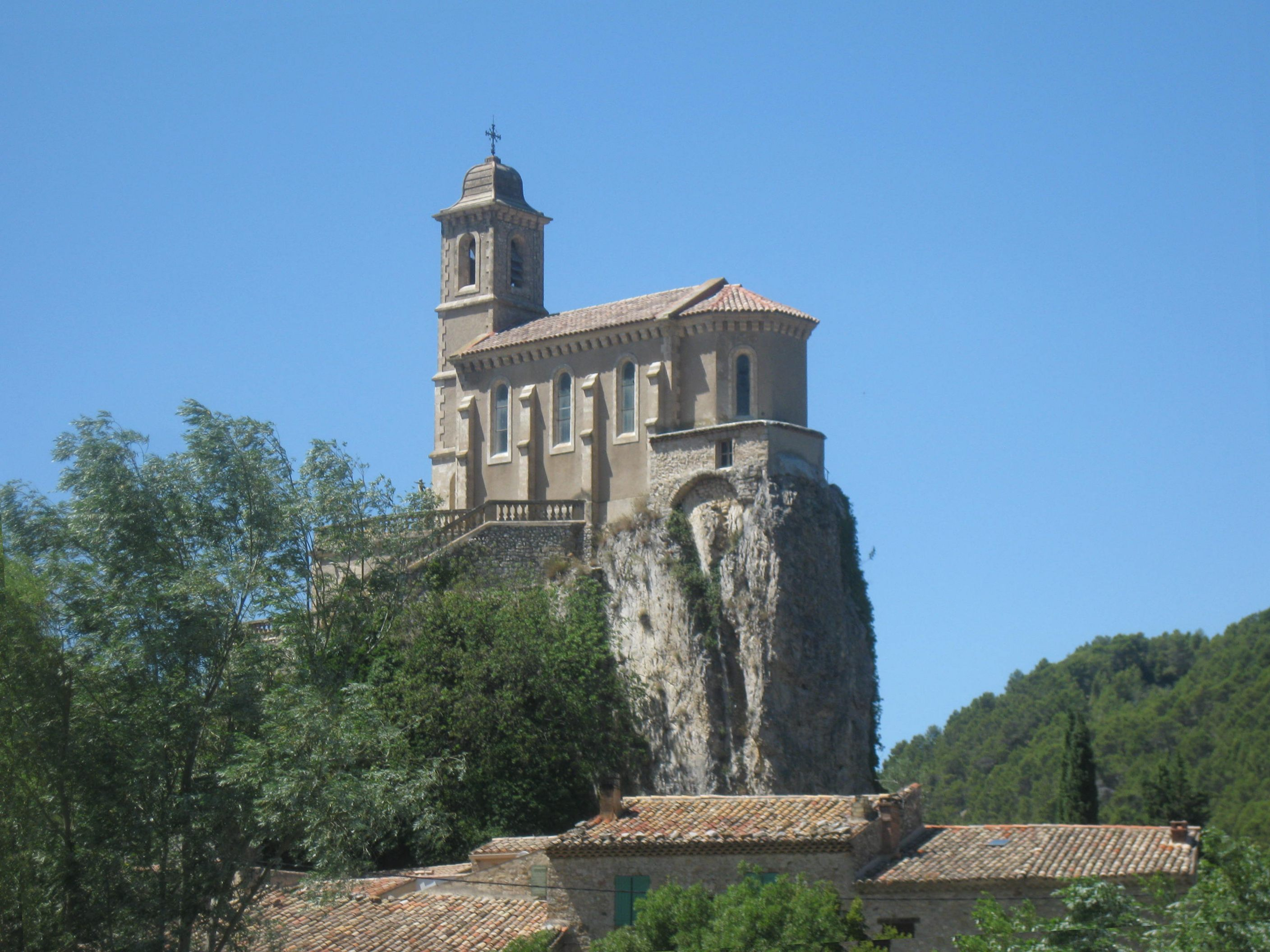
Chapelle Notre-Dame-de-Consolation.

- Vestiges du château (sur le piton)[17].

En 1428, Louis Adhémar avait fait ériger un donjon et une première chapelle dédiée à saint Joseph[réf. nécessaire]. Le château fort sera détruit en 1789.
- Église Saint-Brice de Pierrelongue : petite basilique : un ange de bois doré[17].
- Chapelle Notre-Dame-de-Consolation : elle a été édifiée au XIXe siècle sur un piton rocheux de 25 mètres de haut à la place du castrum médiéval. Elle est accessible par un escalier monumental de 75 marches[réf. nécessaire].

Elle contient un musée d'art sacré (belles pièces d’orfèvrerie et autres objets religieux) et une crypte qui renferme le tombeau de l'abbé Pascaly.
En 1894-1905, le curé de Pierrelongue, Jules Joseph Pascaly, remplace les vestiges de l'ancien château fort par une chapelle dédiée à la Vierge. Le chanoine Pau s'appuie sur le modèle de la basilique Notre-Dame de Lourdes.
La statue de la Vierge, sur le parvis, a été édifiée en mémoire des victimes de 1870. C'est une réalisation et un don de la duchesse d'Uzès en 1907.
Le curé Pascaly meurt en 1910. La chapelle passe sous l'autorité des curés de Mollans.
L'Association Culturelle de la Sauvegarde de la Chapelle est créée en 1978[réf. nécessaire].
- Une sculpture, moitié pierre moitié acier, est installée à l'entrée du village. Elle commémore la soupe au pistou dont la commune se targue d'être la capitale, et pour laquelle est organisée chaque année une fête où l'on en déguste[réf. nécessaire].

### Patrimoine naturel
- Le rocher, qui a donné son nom à la commune, se découpe au centre du village. Il est visible depuis la départementale toute proche[réf. nécessaire].

### Héraldique, logotype et devise
|  | Pierrelongue possède des armoiries dont l'origine et le blasonnement exact ne sont pas disponibles. |